# Білогорський Нік Олександрович
Нік Олександрович Білого́рський (англ. Nick Bilogorskiy, нар. 27 червня 1981, Харків) — експерт з кібербезпеки, інвестор та громадський діяч. Засновник громадської організації Нова Україна, колишній директор з безпеки Google. В 2020му році, Білогорський був номером 31 з "40 глобальних українців" по версії Forbes UA.

## Життєпис
Закінчив фізмат-ліцей у Харкові.
В 1998 році разом з молодшим братом переїхав до матері у м. Ванкувер, Канада, де навчався в Університеті Саймона Фрезера та отримав ступінь з програмування та філософії. 
У 2010 розпочав працювати у департаменті безпеки у Facebook. Був керівником антивірусного підрозділу у Facebook,  допомагав правоохоронним органам у боротьбі з кіберзлочинністю.
Співзаснував компанію Cyphort, що розробляла антивірус. У 2017 році компанію викупила Juniper Networks. Займався стратегією кібербезпеки в Juniper Networks.
В травні 2019 очолив департамент безпеки в Google.

## Інвестиційна і громадська діяльність
З 2012 року Нік Білогорський інвестує у компанії як бізнес-ангел, вкладаючи кошти у стартапи на ранніх стадіях, що спеціалізуються на соціальних проектах та тим, що пов’язані із комп’ютерною безпекою. Серед проінвестованих проектів такі як: People.ai, Augmented Pixels, Mixerbox, Petcube, Uber, Rallyware, Capitan та Ecoisme.
У грудні 2013 Нік разом з однодумцями організував Євромайдан у Сан-Франциско.
У 2014 році заснував в Каліфорнії благодійну організацію Нова Україна (Nova Ukraine) для доставки гуманітарної допомоги та підвищення обізнаності про Україну в світі.
З метою популяризації української культури у США,  ГО Нова Україна організовувала у Сан-Франциско виступи Вакарчука, Руслани, Мустафи Найєма, Скрябіна, Анастасії Приходько та ін. Організації вдалось зібрати і перерахувати понад 100 тисяч доларів на благодійні потреби України.
З 2016 року організовував український павільйон на щорічній виставці стартапів StartupGrind в Північній  Каліфорнії. Ця виставка допомагає українським стартапам представити свої інноваційні розробки на світовому ринку.